# Guinea-Bissaus præsidenter
Guinea-Bissaus præsident er landets officielle statsoverhoved.
Guinea-Bissau blev en uafhængig stat i 1974, og siden grundlæggelse af præsidentposten har der i Guinea-Bissau været følgende præsidenter:
| N  | Navn                               | Tiltrådt           | Fratrådt               | Titel                                         |
| -- | ---------------------------------- | ------------------ | ---------------------- | --------------------------------------------- |
| 1  | Luís de Almeida Cabral             | 2. september 1973  | 14. november 1980      | Formand for statsrådets                       |
| 2  | João Bernardo Vieira               | 14. november 1980  | 14. maj 1984           | Formand for revolutionsrådet                  |
| 3  | Carmen Pereira                     | 14. maj 1984       | 16. maj 1984           | Formand for den nationale folkeforsamling     |
| 4  | João Bernardo Vieira               | 16. maj 1984       | 29. september 1994     | Formand for statsrådet                        |
| 5  | João Bernardo Vieira               | 29. september 1994 | 7. maj 1999            | Præsident                                     |
| 6  | Ansumane Mané                      | 7. maj 1999        | 14. maj 1999           | Leder af militærjuntaen                       |
| 7  | Malam Bacai Sanhá                  | 14. maj 1999       | 17. februar 2000       | Midlertidigt fungerende præsident             |
| 8  | Kumba Ialá                         | 17. februar 2000   | 14. september 2003     | Præsident                                     |
| 9  | Veríssimo Correia Seabra           | 14. september 2003 | 28. september 2003     | Midlertidigt fungerende præsident             |
| 10 | Henrique Rosa                      | 28. september 2003 | 1. oktober 2005        | Midlertidigt fungerende præsident             |
| 11 | João Bernardo Vieira               | 1. oktober 2005    | 2. marts 2009 (myrdet) | Præsident                                     |
| 12 | Raimundo Pereira                   | 3. marts 2009      | 8. september 2009      | Midlertidigt fungerende præsident             |
| 13 | Malam Bacai Sanhá (1947–2012)      | 8. september 2009  | 9. januar 2012         | Præsident (PAIGC)                             |
| 14 | Raimundo Pereira (1955–)           | 9. januar 2012     | 12. april 2012         | Midlertidigt fungerende præsident (PAIGC)     |
| 15 | Mamadu Ture Kuruma (1947–)         | 12. april 2012     | 11. maj 2012           | Præsident i militærstyre                      |
| 16 | Manuel Serifo Nhamadjo (1958–2020) | 11. maj 2012       | 23. juni 2014          | Midlertidigt fungerende præsident (uafhængig) |
| 17 | José Mário Vaz (1957–)             | 23. juni 2014      | 23. juni 2019          | Præsident (PAIGC)                             |
| 18 | Cipriano Cassamá (1959-)           | 23. juni 2019      | 27. juni 2019          | Præsident (PAIGC)                             |
| 19 | José Mário Vaz (1957–)             | 27. juni 2019      | 2019                   | Præsident (PAIGC)                             |
| 20 | Domingos Simões Pereira            | 2019               | 2020                   | Præsident (PAIGC)                             |
| 21 | Umaro Sissoco Embaló               | 2020               | aktuel                 | Præsident (Madem G15)                         |